# Émulations. Revue de sciences sociales
 (avril 2022).
Émulations. Revue de sciences sociales (anciennement Émulations - Revue des jeunes chercheurs en sciences sociales, puis Émulations - Revue des jeunes chercheuses et chercheurs en sciences sociales) est une revue internationale de sciences sociales à comité de lecture. Basée à Bruxelles, elle est publiée depuis 2007 au format numérique PDF. Depuis son no 6, d'octobre 2009, la revue est également éditée en version papier par les Presses universitaires de Louvain. En 2018, elle rejoint le portail de publication open access de l'Université catholique de Louvain. 

## Projet originel de la revue
Lorsque la revue Émulations a été fondée en janvier 2007, elle poursuivait trois objectifs.
La revue avait pour volonté d'offrir un lieu d'expression ouvert de manière spécifique aux jeunes chercheurs. Cet objectif reposait sur le constat que les jeunes chercheurs et doctorants proposent des réflexions originales tant dans leurs contenus que dans leurs formes et que ces réflexions ne peuvent souvent pas être diffusées par les revues académiques traditionnelles jugées trop formalistes.
Émulations voulait également être un lieu de rencontre et de discussion entre jeunes chercheurs provenant de disciplines, d'universités ou de pays différents, afin de susciter par émulation un accroissement de la qualité de la jeune recherche interrogeant les dynamiques socio-politiques. 
Émulations avait enfin pour objectif de créer un corpus d'articles de qualité destiné à un public académique mais également accessible à toute personne intéressée par ses réflexions.

## Projet éditorial et identité de la revue
Après 10 années d'existence, le comité de rédaction d'Émulations a entamé un chantier relatif à son identité et à sa politique éditoriale qui a abouti à la publication, en février 2018, d'un texte intitulé « Politique éditoriale : une identité ouverte ».

## Liste des numéros parus
- 2019 - #31 Thomas C. Schelling dans les sciences sociales. Petites et grandes stratégies
- 2019 - #30 Comment les jeux font-ils société ? Contenus, pratiques et médiations ludiques
- 2019 - #29 Enfances à l'école
- 2018 - #28 Précarité, précaires, précariat. Allers-retours internationaux
- 2018 - #27 Les maladies chroniques dans les Suds. Expériences, savoirs et politiques aux marges de la santé globale
- 2018 - #26 Repenser la dichotomie « national vs international ». Dialogues, tensions, réciprocité
- 2018 - #25 Des dispositions au travail
- 2017 - #24 Les acteurs religieux africains à l'ère du numérique
- 2017 - #23 Sexualité et religion
- 2017 - #22 Ethnographies du proche
- 2017 - #21 Être jeunes chercheur∙e∙s aujourd'hui
- 2016 - #20 Enjeux environnementaux transnationaux
- 2016 - #19 Social Movements: Voices from the South
- 2016 - #18 L’amour en sciences sociales
- 2016 - #17 Entre migrations et mobilités
- 2015 - #16 Médias et identités
- 2015 - #15 La construction scientifique des sexes
- 2014 - #14 Femmes et écologie
- 2014 - #13 Résistance(s) et Vieillissement(s)
- 2013 - #12 Anthropologie historique des violences de masse
- 2012 - #11 Mémoire collective, subjectivités et engagement
- 2012 - #10 Belgique : Sortir de crise(s)
- 2011 - #9 Art, participation et démocratie
- 2010 - #8 Catégories politiques
- 2010 - #7 Regards sur notre Europe : 2e partie : Identité et altérité : Les valeurs de l'Europe à la mesure de ses relations internationales
- 2009 - #6 Regards sur notre Europe : 1re partie : Politique et citoyenneté
- 2009 - #5 Georg Simmel : Environnement, conflit, mondialisation
- 2008 - #4 La construction du politique
- 2008 - #3 Varia
- 2007 - #2 Sur la norme...
- 2007 - #1 Anthropologie et aide humanitaire